# Les Angoisses douloureuses qui procèdent d'amour
Les Angoisses douloureuses qui procèdent d'amour (à l'origine en moyen français Les angoysses douloureuses qui procedent d'amours) est un roman sentimental d'Hélisenne de Crenne paru en 1538 et souvent présenté comme le premier roman sentimental français. « À la fois roman sentimental, roman chevaleresque et vaste exemplum », cette œuvre a connu un grand succès au XVIe siècle. Elle apparaît comme un « antiroman sérieux » sans pour autant se vouloir parodique.

## Structure
Le roman est divisé en quatre parties. La première partie expose le vécu et le point de vue d'Hélisenne, à la fois personnage et narratrice. La deuxième est  composée par Hélisenne mais qui parle en la personne[pas clair] de son amant Guénélic. Enfin la troisième partie est toujours composée par Hélisenne parlant en la personne de Guénélic. Une ample narration de Quézinstra suit ces trois parties en guise de conclusion au roman.

## Récit

### Première partie
Hélisenne, ici narratrice et personnage, est une jeune femme qui fut mariée très jeune à onze ans. Elle remarque un jour un jeune homme, Guénélic, dont elle tombe immédiatement amoureuse. Elle tente cependant de résister à son amour, en se remémorant quel opprobre et quel déshonneur attendent les amants et amantes célèbres. Elle en tient les exemples de Hélène, Médée, Euryale ou encore Lucrèce dans l'Antiquité, mais aussi Lancelot et Guenièvre ou Tristan et Yseult au Moyen Âge. Possédée par l'image de Guénélic, elle décide de l'aimer malgré tout, mais sans le lui dire, pour au moins avoir « le plaisir du regard délectable de (son) amy ». Bientôt, les mauvaises paroles de son mari à l'égard de son amant secret font naitre en Hélisenne une angoisse, qui vient amplifier son amour en mal[pas clair]. Elle commence à s'essayer au bonheur d'aimer et lance de voluptueux regards, mais elle craint cependant les reproches de son mari. Ce dernier, ayant remarqué les jeux amoureux de sa femme, devient fou de jalousie et commence à l'injurier et la menacer. Il la bat ensuite, ce par quoi elle explique avoir eu deux dents cassées. Séparés, ils échangent quelques lettres. Mais Hélisenne est séquestrée par son mari et veut se donner la mort.

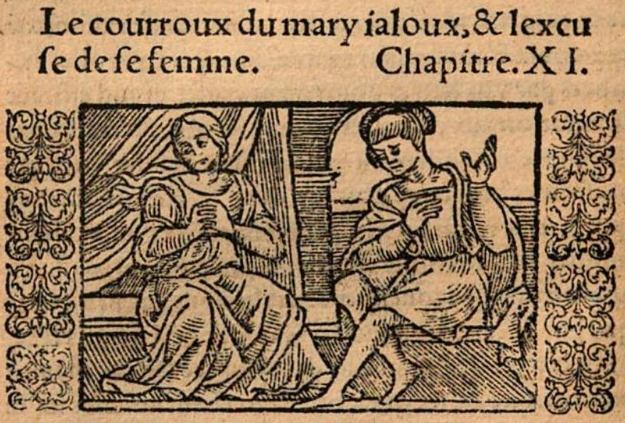
Illustration du roman.

Son mari la prend en pitié et lui fait rencontrer un ecclésiastique, à qui elle avoue son amour adultère, et confesse qu'elle aime son amant à en mourir. Plus tard, les amants parviennent se rencontrer, et Hélisenne réclame des preuves d'amour à Guénélic. Mais le mari recommence à menacer sa femme, puis la bat. Il se saisit d'une torche et la blesse à plusieurs reprises, elle écrit que, « en plusieurs lieux de mon corps, la chair blanche, tendre et délicate devint noire ». Hélisenne prie Dieu afin qu'il empêche la main de son mari d'occire le jeune homme.
Guénélic reproche désormais à son amante de le payer de mots, ce qui cause à Hélisenne de nouvelles angoisses. Le jeune homme fait alors courir des rumeurs sur son amante, selon lesquelles elle serait sa maitresse, ce qui compromet sa réputation. Hélisenne se plaint de son comportement et Guénelic se justifie ; mais elle apprend plus tard qu'il continue à nuire à sa réputation avec des paroles déshonorantes. Hélisenne est aussi trahie par ses domestiques auprès de son mari, et son seul refuge est à présent sa chambre, où, en plus des lettres à Guénélic, elle rédige ses mésaventures, dans l'espoir que les « anxiétés et tristesses des misérables [...] se diminuent quand on les peut déclarer » comme elle l'indique dans l'épître dédicatoire ouvrant le roman. C'est alors que le mari découvre les « escriptures » de sa femme. Hélisenne s'évanouit, et le mari la force à quitter la ville, la séquestrant dans une résidence de campagne, au château de Cabasus, tandis qu'une vieille dame assure à Hélisenne que son honneur restera sauf car elle n'a eu d'interaction avec son amant que par des regards et des mots. La vieille dame encourage la jeune femme à espérer et prendre son mal en patience.

### Deuxième partie
Dans la deuxième partie du roman, Guénélic raconte les aventures qu'il a entreprises en compagnie de son ami Quézinstra, dans le but de retrouver et libérer Hélisenne de son enfermement. Les deux compagnons vont ainsi voguer de pays en pays sous la figure de vaillants chevaliers. Ceux-ci se joignent à plusieurs tournois, et s'engagent dans toutes les guerres qu'ils rencontrent.
Mais Guénélic est obnubilé par ses sentiments pour Hélisenne, et celui-ci éprouve donc de grandes difficultés à être actif et engagé dans leurs aventures, au grand regret de Quézinstra. Ce dernier cherche donc à dissuader son ami de s'engager et persister dans son obsession amoureuse, ce qui engage de longues conversations entre-eux au sujet de l'amour.

### Troisième partie
Guénélic, toujours narrateur ici, tombe malade, c'est alors qu'un religieux tente de le réconforter, et de le détourner de la passion coupable qu'il éprouve envers Hélisenne. Le religieux présente à Guénélic les devoirs attendus d'un vrai amant : il lui explique qu'il doit ignorer l'orgueil, l'envie, la colère, l'avarice, la paresse et la luxure.
Le jeune homme finit par retrouver la trace d'Hélisenne. Il parvient à pénétrer jusqu'à elle en soudoyant le portier supposé la garder. À l'aide de Quézinstra, et sous les conseils d'Hélisenne afin d'en découdre avec son enfermement, le trio s'enfuit donc hors du château de Cabasus jusque dans une forêt voisine. Mais un valet ayant dénoncé l'enlèvement pendant ce temps, Hélisenne, Guénélic et Quézinstra sont pourchassés par une troupe de soldats armés qui finissent par les rattraper.

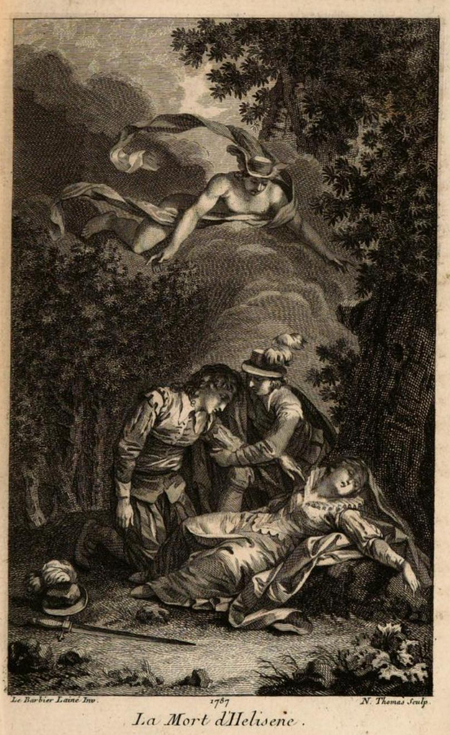
Le dénouement des Angoisses douloureuses.

Quézinstra et Guénélic laissent Hélisenne, à l'écart, à côté d'un arbre, et s'en vont affronter la troupe armée. Après les avoir défaits, les deux hommes retournent vers la jeune femme là où ils l'avaient laissée. Mais ils retrouvent une Hélisenne pâle, mourante de froid et d'accablement. La pauvre femme agonise un long moment, et à l'issue d'un long monologue, s'en remet à la grâce de Dieu, fait part de son repentir, et invite Guénélic à renoncer à l'amour sensuel qu'ils avaient tous deux éprouvé pour ne plus aimer que son âme. Guénélic, désespéré, abattu de sa perte, et ne pouvant survivre au trépas d'Hélisenne, suit peu après son amante dans la mort, ce malgré l'assistance et les paroles consolatrices de son compagnon.
C'est ensuite Quézinstra qui prend la plume et achève le roman dans l'Ample narration qui fait suite à la troisième partie, en guise d'épilogue. Hélisenne et Guénélic ayant trépassé, Quézinstra assiste à l'apparition du dieu Mercure, venu chercher les âmes des deux amants. Ceux-ci effectuent alors leur voyage aux Enfers, sous les yeux de Mercure et Quézinstra, à qui la divinité accorde la grâce d'accéder quelques moments au monde des morts. Hélisenne et Guénélic, en tant qu'âmes vertueuses, sont accueillis aux Champs Élysées. À la suite de cela, Mercure permet à Quézinstra d'assister à une conversation entre les dieux de l'Olympe, où ceux-ci tentent de décider qu'est-ce qu'il adviendra d'un livre retrouvé auprès du corps d'Hélisenne. Il est finalement décidé que celui-ci aura accès à la publication en la ville de Paris.
Le lecteur apprend alors que le roman des Angoisses douloureuses n'est nul autre que le livre dont il est sujet dans cette conversation entre les divinités, et qu'il s'agit donc de la publication posthume du livre qu'Hélisenne a reconstitué, après la destruction de la première version écrite de son récit par son mari dans la première partie. Dans ce livre, Hélisenne a donc couché par écrit ses propres malheurs, qui constituent la première partie, à laquelle elle a adjoint les aventures que lui a rapportées Guénélic, qui constituent les deuxième et troisième parties. Quézinstra vient enfin conclure l'ouvrage d'Hélisenne par le rajout de son propre commentaire, après avoir effectué son voyage aux Champs Élysées.

## Analyse
On voit dans Les Angoisses douloureuses un roman didactique et à portée morale condamnant une expression de l'amour trop enivrée. Il faut noter que Crenne ne condamne pas l'expression de l'amour de façon générale, mais un usage lascif et fou de ce dernier. On peut d'abord penser qu'une vision dichotomique entre l'amour fou et le véritable amour se dessine, mais Hélisenne propose en réalité une vision complexe et multiple de celui-ci. D'autant plus que l'amour n'est pas seulement présenté à travers les yeux d'Hélisenne, mais bien par les yeux de trois personnages, tour à tour, au cours des trois parties du roman. D'abord Hélisenne, puis Guénélic son amant, et enfin Quézinstra, l'ami de ce dernier.

« Comment, veux-tu prendre le vilain chemin, ord, et fétide, et laisser la belle fente, remplie de fleurs odoriférantes ? Tu es liée de mari, tu peux prendre ton plaisir en mariage, c'est beau chemin, lequel fuyant tu te peux sauver. Ô pauvre dame, veux-tu préférer amour lascif à l'amour matrimonial qui est chaste et pudique, que tu as en si grande observation conservé ? »

— Hélisenne de Crenne, Les Angoisses douloureuses. 
 Chapitre II : L'origine du divertissement d'Hélisenne, pour aimer à reproche.
Les Angoisses douloureuses représentent la naissance d'une nouvelle conception de l'amour au XVIe siècle, à l'instar de l'Heptaméron de Marguerite de Navarre, celui-ci n'est plus vu comme un simple contact corporel entre deux corps, mais comme l'union de deux âmes inspirées par la passion. Contemporaine de Rabelais, Hélisenne de Crenne pose dans son œuvre les premières règles de la courtoisie et de la politesse mondaine, annonçant déjà les textes de Madame de La Fayette ou la Carte du Tendre dans Clélie, histoire romaine de Madeleine de Scudéry.
L’œuvre d'Hélisenne emprunte à plusieurs textes. On peut y noter des inspirations narratives en provenance de grands auteurs italiens tels que Caviceo ou Boccace, dans les dialogues et lettres rédigées. On y trouve des références à Antoine de La Sale quant à l'odyssée chevaleresque de la deuxième partie, mais aussi à Jean Lemaire de Belges et ses Illustrations de Gaule et singularités de Troie quant aux descriptions des endroits visités par Quézinstra et Guénélic, et au Grand Olympe des histoires poétiques (1532), sorte d'adaptation des Métamorphoses d'Ovide.
On peut constater qu'Hélisenne occupe un triple rôle dans son œuvre, car elle est, tour à tour ou en même temps, personnage, narratrice, et autrice. Ainsi, la première partie se voit exposer l'expérience féminine, et le point de vue de la femme de l'amour, tandis que la deuxième partie, contant les pérégrinations de Guénélic et Quézinstra en mer Méditerranée, expose un point de vue masculin plus libéré. Les deux compagnons se complètent également dans l'opposition de leur caractère. Guénélic est possédé par la passion amoureuse, qui l'obsède, et vient marquer une forme de dévirilisation face à Quézinstra, soldat brillant recherchant l'affirmation de sa personne par la félicité des exploits militaires.
Ces deux figures masculines viennent ainsi représenter les qualités et défauts attendus chez un amant dans le roman chevaleresque.
La troisième partie du roman est toujours exposée selon le point de vue masculin, mais il est à remarquer que c'est Hélisenne qui conseille aux deux compagnons le moyen d'en découdre avec son enfermement, après que celle-ci ait complètement disparu en tant que personnage au cours de la seconde partie.
Est notable, également, le processus d'écriture mis en place tout au long du récit. Hélisenne, à la fois autrice et personnage, explique mettre en récit sa propre expérience, dont le résultat est le roman. Ce travail d'écriture est détruit et reconstruit au cours du récit, le résultat final vient faire coïncider expérience et écriture. L'ample narration faite par Quézinstra le montre assistant à une discussion entre les dieux de l'Olympe, ceux-ci choisissent d’œuvrer pour que le texte achevé d'Hélisenne obtienne publication à Paris. Ainsi, dans le dénouement du roman, l'écriture d'Hélisenne, qui aurait pu être réservée au seul cadre de l'intimité d'une chambre, se voit, par l'instance divine, donnée à la publication et la diffusion.

## Postérité

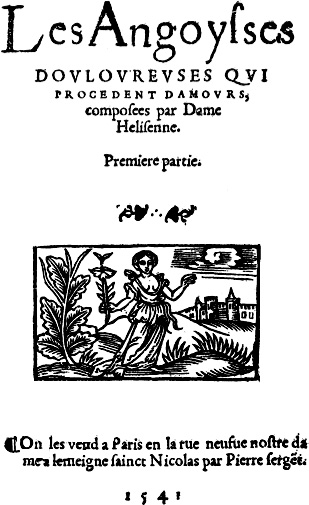
Frontispice de l'édition de 1541.

Les Angoisses douloureuses furent constamment rééditées jusqu'en 1560, on compte pas moins d'une dizaine de rééditions. Au sein de l'histoire littéraire, il marque le commencement de la recherche d'une langue singulière, influencée par le grec, le latin, accompagnée d'un processus de réflexion sur l'amour. Cette œuvre témoigne ainsi de l'émergence du roman français.

## Éditions

### Quelques éditions de la Renaissance
- Les angoysses douloureuses qui procèdent d'amours, Paris, Denys Janot, [1538] (lire en ligne)
- Les angoysses douloureuses qui procèdent d'amours, Paris, P. Sergent, 1541 (lire en ligne)
- Les œuvres de ma dame Helisenne qu'elle a puis naguères recogneues et mises en leur entier, Paris, Charles Langelier, 1543 (lire en ligne)
- Les œuvres de ma dame Helisenne de Crenne, Paris, Estienne Grouleau, 1551 (lire en ligne)
- Les œuvres de ma dame Helisenne, Paris, Estienne Grouleau, 1560 (lire en ligne)

### Éditions modernes
- Hélisenne de Crenne (préf. Paule Demats), Les Angoysses douloureuses qui procèdent d'amours, Paris, Les Belles Lettres, 1968
- (en) Hélisenne de Crenne, The Torments of Love, University of Minnesota, 1996, 240 p.
- Hélisenne de Crenne (éd. Christine de Buzon), Les Angoysses douloureuses qui procedent d'amour, Paris, Honoré Champion, 2 juillet 1997 (réimpr. 2007, Éditions Classiques Garnier), 728 p. (ISBN 2852036932)
- Hélisenne de Crenne (préf. Jérome Vercruysse), Les Angoisses douloureuses qui procèdent d'amour, première partie, Paris, Les Belles Lettres, 2000 (ISBN 2256906140)
- Hélisenne de Crenne (éd. Jean-Philippe Beaulieu), Les Angoisses douloureuses qui procèdent d'amour, Saint-Étienne, Presses universitaires de Saint-Étienne, 14 avril 2005, 384 p. (ISBN 978-2-86272-368-6)